# Dasychira aenotata
Dasychira aenotata is een vlinder uit de familie spinneruilen (Erebidae), onderfamilie donsvlinders (Lymantriinae). De wetenschappelijke naam van deze soort is voor het eerst geldig gepubliceerd in 1930 door Tams.
De soort komt voor in tropisch Afrika.